# Oskar Gottlieb Blarr
Oskar Gottlieb Blarr (* 6. Mai 1934 in Sandlack bei Bartenstein, Ostpreußen) ist ein deutscher Komponist, Organist und Kirchenmusiker.

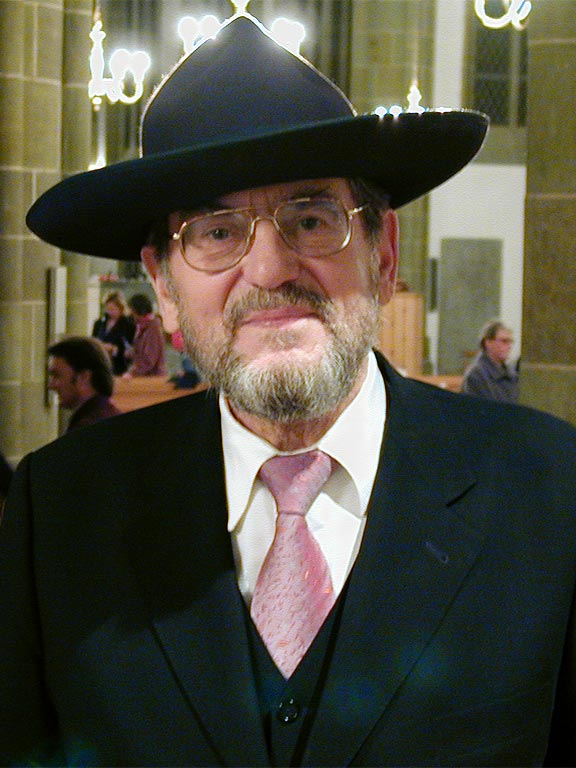
Oskar Gottlieb Blarr (2001)

## Leben und Werk
Blarr floh 1945 nach Westdeutschland. 1947 begann er mit dem Musikunterricht in Klavier, Orgel, Violine und Tonsatz. 1952 begann er sein Studium der Kirchenmusik und des Schlagzeugs in Hannover. Er schloss sein Studium der Kirchenmusik zunächst mit dem C- und dann mit dem B-Examen ab. 1958 absolvierte er das Abitur am Abendgymnasium in Hannover. 1960 legte er das kirchenmusikalische A-Examen ab, 1961 das Staatsexamen für Schlagzeug. Er studierte 1964 weiter Komposition bei Bernd Alois Zimmermann, Milko Kelemen und anderen. Von 1961 bis 1999 war er Kirchenmusiker der Neanderkirche in Düsseldorf, leitete die Neanderkantorei und initiierte mehrere Konzertreihen wie 3x neu und Orgelpunkt Europa (1998). Er wirkte ferner als Musikdozent am katechetischen Seminar in Düsseldorf und als Honorarprofessor für Instrumentation an der Robert Schumann Hochschule Düsseldorf.
Als Komponist schuf Oskar Gottlieb Blarr Oratorien, Orchesterwerke, Kammer- und Orgelmusik. Er komponierte auch zahlreiche Neue Geistliche Lieder und schuf eine Beatmesse. Viele seiner Lieder veröffentlichte er unter dem Pseudonym Choral Brother Ogo. CD-Einspielungen seiner Orgelwerke entstanden mit Wolfgang Abendroth und Martin Schmeding. Er war Mitglied der Oekumenischen Textautoren- und Komponistengruppe der Werkgemeinschaft Musik e. V. und der AG Musik in der Evangelischen Jugend e. V., heute Textautoren- und Komponistengruppe TAKT.
1983 widmete der israelische Komponist Josef Tal sein Orgelwerk Salva Venia Blarr, der es im darauffolgenden Jahr in Düsseldorf uraufführte.

## Werke (Auswahl)
Oratorien
- Jesus-Passion (1985)
- Jesus-Geburt. Weihnachtsoratorium (1988/91)
- Oster-Oratorium (1996)
- Die Himmelfahrt (2010)

Kammermusikalische Werke
- Psalm 47 für Sopran, Tenor, Chor (ad lib.), Trompete, Posaune, Percussion (Steel Drums), Violine, Harfe und Bass (1998)
- Tangos und Choräle für Dietrich Bonhoeffer (2006)
- Stadt am Fluß, vier kurze Klavierstücke (1. St. Lambertus, 2. Der Neandertaler, 3. Ich denke dein, 4. Karlrobert Kreiten); Edition Gravis, Bad Schwalbach, 1990.

Orchesterwerke
- 1. Sinfonie Janusz Korczak en karem concerto (1985)
- 2. Sinfonie Jerusalem (1994)
- 3. Sinfonie Zum ewigen Frieden (2004)
- 4. Sinfonie Kopernikus (Uraufführung: Tonhalle Düsseldorf, 7. Oktober 2011)

Orgelwerke
- Sonata Schaallu schlom Jeruschalajim (1. Psalmodie; 2. Rundgang; 3. Tropierter Choral)
- Lischuatcha kiwiti Adonai
- Kenne Sie die Geschichte ... ?
- Schlaflied für Mirjam
- Dream talk (1. Toccata 1; 2. Canon rythmique; 3. Toccata II per l'elevatione; 4. Canon à 6; 5. Toccata III, Final)
- Missa brevis (1. Kyrie „O milder Gott“; 2. Straßburger Gloria)
- Hommage (1. Initium und Organum triplum; 2. Organum aliquotum; 3. Organum accordum and Finalis)
- Handkuß für St. Margaretha
- Al har habajit – auf dem Tempelberg (für große und kleine Orgel) (1. Zipporim we Schofar; 2. Epitaph für S.B.C.; 3. Near eastern counterpoint; 4. Magrepha)
- „... qui tollis“ – Seufzer für BAZI
- Roncalli-Nashorn Else
- Frühlingsstimmen
- Zum ewigen Frieden

Neue geistliche Lieder
- Auf Erden Gast sein, Text: Arnim Juhre; Musik: Oskar Gottlieb Blarr
- Aus der Tiefe rufe ich zu dir, Text: Uwe Seidel 1981; Musik: Oskar Gottlieb Blarr 1981, in: Gotteslob GL 283, Gesangbuch der Evangelisch-methodistischen Kirche 383 und im Gesangbuch Wo wir dich loben, wachsen neue Lieder - plus, Nr. 4
- Nun ziehen wir die Straße, Text: Klaus Berg 1992; Musik: Oskar Gottlieb Blarr 1992, in: Gesangbuch der Evangelisch-methodistischen Kirche 215
- Weil du Ja zu mir sagst, Text: Christine Heuser, 1. Preis beim 2. Wettbewerb der Evangelischen Akademie Tutzing 1963
- Shalom, wo die Liebe wohnt, Text: Diethard Zils
- Wer bringt dem Menschen, der blind ist, das Licht, Text: Hans-Jürgen Netz

Bearbeitungen fremder Werke
- Bilder einer Ausstellung (nach Mussorgski) bearbeitet für Orgel (1976)
- Strawinsky auf der Orgel (1978)
- Johann Sebastian Bach: Die Kunst der Fuge (Einrichtung für Orgel a due, 2005; Einspielung Blarrs zusammen mit Esther Kim am 10. November 2006 an der Johanneskirche Düsseldorf)

## Auszeichnungen
- 1974: Ernennung zum Kirchenmusikdirektor[2]
- 1985: Kulturpreis der Landsmannschaft Ostpreußen für Musik
- 1994:  Johann-Wenzel-Stamitz-Preis der Künstlergilde Esslingen
- 2006: Kompositionspreis der Stadt Neuss für das Werk Tangos und Choräle für Dietrich Bonhoeffer, uraufgeführt am 15. Juni 2006 in der Christuskirche Neuss